# Barbara (film, 2012)
A Barbara 2012-ben készült német filmdráma, amelyet Christian Petzold rendezett. A filmdráma, melynek forgatókönyvét is Petzold írta, az NDK-s időkben, 1980-ban játszódik, középpontjában egy orvosnő áll, akit egy vidéki kórházba helyeznek át büntetésből, miután sikertelenül folyamodott kiutazási engedélyért. 
A 62. Berlini Nemzetközi Filmfesztiválon debütált, ahol elnyerte a legjobb rendezőnek járó Ezüst Medve díjat. A filmet jelölték a legjobb idegen nyelvű film Oscar-díjára a 85. Oscar-gálára, de nem jutott be a szűkített listába.

## Szereplők
- Nina Hoss: Barbara Wolff
- Ronald Zehrfeld: Dr. André Reiser
- Rainer Bock: Klaus Schütz, Stasi-tiszt
- Christina Hecke: Schulze asszisztens orvos
- Claudia Geisler: Schlösser nővér
- Peter Weiss: Orvostanhallgató
- Carolin Haupt: Orvostanhallgató
- Deniz Petzold: Angelo
- Rosa Enskat: Bungert házmester
- Jasna Fritzi Bauer: Stella
- Mark Waschke: Jörg
- Peter Benedict: Gerhard
- Jannik Schümann: Mario
- Susanne Bormann: Steffi
- Alicia von Rittberg: Angie
- Kirsten Block: Friedl Schütz

## Cselekmény
|  | Alább a cselekmény részletei következnek! |

Az NDK-ban vagyunk, 1980 nyarát írjuk. A kelet-berlini orvosnőt, Barbarát kiutazási kérelmének benyújtása után letartóztatják és büntetésből egy vidéki kórházba helyezik át a Balti-tenger mellé. Itt kell mostantól dolgoznia a gyermeksebészeten, amelyet Dr. André Reiser vezet. Reisert az  Állambiztonsági Minisztérium (Stasi) tisztje, Klaus Schütz ráállítja Barbarára. A nő rendkívül bizalmatlan kollégáival, miközben szerelme, Jörg titokban az NSZK-ból készíti elő a nyugatra történő szökését. Barbara már az első munkanapon megsejti, hogy Reisert ráállították, mivel az meg sem kérdezi, merre kell menni, amikor az autójával hazaviszi a nőt. Ezután Barbarának többször is tűrnie kell, hogy Schütz emberei átkutassák a lakását, sőt őt is megmotozzák.
Reiser közben egyre jobb véleménnyel van Barbara szakmai képességeiről. Mikor egy Stella nevű fiatal beteget behoznak, Barbara nyíltan szembeszáll Reiserrel, aki azt állítja, hogy a nevelőintézetből szökött lány csak szimulál. Kiderül, hogy a lánynak agyhártyagyulladása van, és Reiser elismeri a hibáját. Barbara a Huckleberry Finn kalandjait olvassa fel a beteg Stellának, közben kiderül, hogy a lánnyal kényszermunkát végeztetnek a nevelőintézetben. Stella teherbe esett és arról álmodozik, hogy Nyugat-Németországban neveli fel majd gyerekét, de végül visszaviszik az intézetbe.
Barbarának sikerül titokban találkoznia Jörggel egy nyugatiaknak fenntartott szállodában. A férfi felajánlja, hogy ő marad az NDK-ban, ha Barbara nem akar nyugatra menni. Azt is elmondja, hogy ha Barbara nyugatra menne, nem kellene dolgoznia, mert a férfi elég gazdag ahhoz, hogy eltartsa. A Stasi büntetésből, hogy Barbara nem tudja igazolni, hol volt órákig, ismét feldúlja a lakását és meztelenül személyi motozással alázza meg.
Miközben Barbara már konkrét tervvel rendelkezik a Dániába való szökéshez, elfogadja Reiser ebédmeghívását, bár tudja, hogy az utóbbi folyamatosan jelent a Stasinak. Az ebédnél Reiser ajándékot ad neki, Turgenyevtől az Egy vadász feljegyzéseit. Csókolódznak, de Barbara nem tud lemondani álmáról, hogy nyugatra meneküljön, ezért végül hazamegy.
Stella ismét megszökik a nevelőintézetből, de súlyosan megsérül a szögesdrót kerítésen, ezért Barbara lakására menekül. Barbara ellátja a sebeit, amennyire csak tudja, és kiviszi a tengerpartra, ahová egy férfi érkezik csónakkal, hogy Barbarát Dániába vigye. Azonban Barbara maga helyett Stellát küldi a férfihoz. Visszatér, hogy orvosként dolgozzon tovább Reiser mellett.
|  | Itt a vége a cselekmény részletezésének! |

## Megjelenés
A filmet a Berlini Filmfesztiválon mutatták be 2012. február 11-én. Magyarországi bemutatója 2012. október 4-én volt.

## Magyar nyelvű kritikák
- Keletnémet Casablanca – Piller Mónika, Filmtekercs.hu
- Nem eltemetett múlt – Revizor

## Külső hivatkozások
- A film hivatalos oldala (német)
- Barbara a PORT.hu-n (magyarul)
- Barbara az Internet Movie Database oldalon (angolul)
- Barbara a Rotten Tomatoes oldalon (angolul)

## Fordítás
- Ez a szócikk részben vagy egészben  a    Barbara (2012) című német Wikipédia-szócikk ezen változatának fordításán alapul.  Az eredeti cikk szerkesztőit annak laptörténete sorolja fel. Ez a jelzés csupán a megfogalmazás eredetét és a szerzői jogokat jelzi, nem szolgál a cikkben szereplő információk forrásmegjelöléseként.
- Ez a szócikk részben vagy egészben  a    Barbara (2012 film) című angol Wikipédia-szócikk ezen változatának fordításán alapul.  Az eredeti cikk szerkesztőit annak laptörténete sorolja fel. Ez a jelzés csupán a megfogalmazás eredetét és a szerzői jogokat jelzi, nem szolgál a cikkben szereplő információk forrásmegjelöléseként.